# Lepidium affine
Lepidium affine là một loài thực vật có hoa trong họ Cải. Loài này được Ledeb. mô tả khoa học đầu tiên năm 1821.